# Tempo (meteorologia)

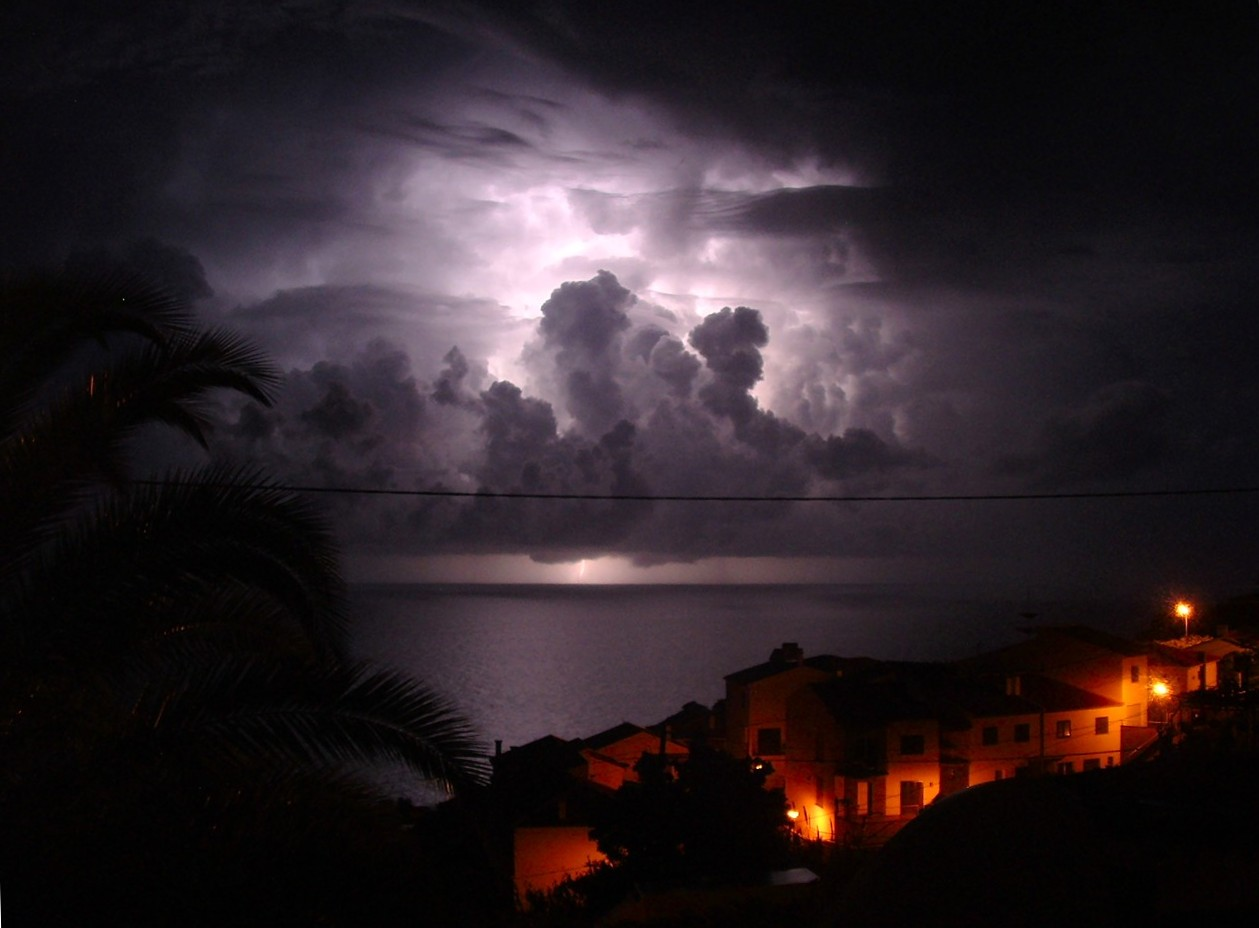
Tempestade próxima à Reserva do Garajau, Madeira.

Em meteorologia, tempo é o estado da atmosfera num determinado momento, que pode ser interpretado sob as escalas convencionais que podem considerar a atmosfera como quente ou fria, úmida ou seca, calma ou tempestuosa, limpa ou nublada. A maior parte dos eventos meteorológicos ocorre na troposfera, a camada mais baixa da atmosfera terrestre. O tempo pode se referir, geralmente, às mudanças cotidianas na temperatura e na precipitação, onde o clima é o termo empregado para se referir às condições atmosféricas médias ao longo de um período mais prolongado de tempo. Quando o termo é usado sem nenhuma qualificação, "tempo" é entendido como sendo o tempo da Terra.
Os fenômenos meteorológicos ocorrem devido às diferenças de temperatura, pressão atmosférica ou umidade do ar entre uma massa de ar e outra. Um dos principais motores de formação de eventos meteorológicos de escala global é a diferença do ângulo de radiação solar entre a linha do Equador e os polos e a consequente diferença de temperatura entre estas regiões: a região equatorial recebe a incidência solar diretamente, perpendicular à superfície, enquanto que as regiões polares recebem a incidência solar praticamente em paralelo à superfície, tornando a radiação solar mais difusa e com um poder menor de aquecimento. O intenso contraste de temperatura entre as regiões trópicas e polares geram as correntes de jato nas regiões temperadas, e as perturbações nessas correntes de jato podem vir a  gerar ciclones extratropicais. Devido ao eixo da Terra estar inclinado em relação ao plano orbital, o ângulo de incidência da luz solar varia conforme o progresso do ano. Na superfície terrestre, a temperatura normalmente varia entre -40 °C e 40 °C anualmente. Por milênios, as mudanças na órbita terrestre afetam a quantidade e a distribuição da radiação solar recebida pela Terra e influenciam o clima em um longo prazo.
As diferenças da temperatura na superfície causam diferenças de pressão atmosférica. Altitudes altas são mais frias do que altitudes baixas devido às diferenças de calor nas diferenças da densidade da atmosfera. A previsão do tempo é a aplicação da meteorologia para predizer o estado da atmosfera em um momento futuro próximo e em um determinado local. A atmosfera é um sistema caótico, e, portanto, pequenas mudanças na atmosfera podem se multiplicar e ter grandes efeitos no sistema como um todo. As tentativas humanas de manipulação do tempo têm ocorrido em toda a história, e há evidência de que a atividade humana, como a agricultura e a indústria, têm modificado inadvertidamente os padrões meteorológicos.
O estudo de como o tempo ocorre em outros planetas têm sido de ajuda no entendimento de como o tempo ocorre na Terra. Um famoso fenômeno meteorológico extraterrestre no Sistema Solar é a Grande Mancha Vermelha de Júpiter, que se trata de um anticiclone que tem a existência conhecida por mais de 300 anos. Entretanto, o tempo não é limitado aos corpos planetários. A coroa solar está constantemente sendo perdida para o espaço, criando o que é essencialmente uma atmosfera muito tênua em torno do Sol, que é a região conhecida como a heliosfera. O movimento de massa ejetada do Sol é conhecido como vento solar.

## Causas

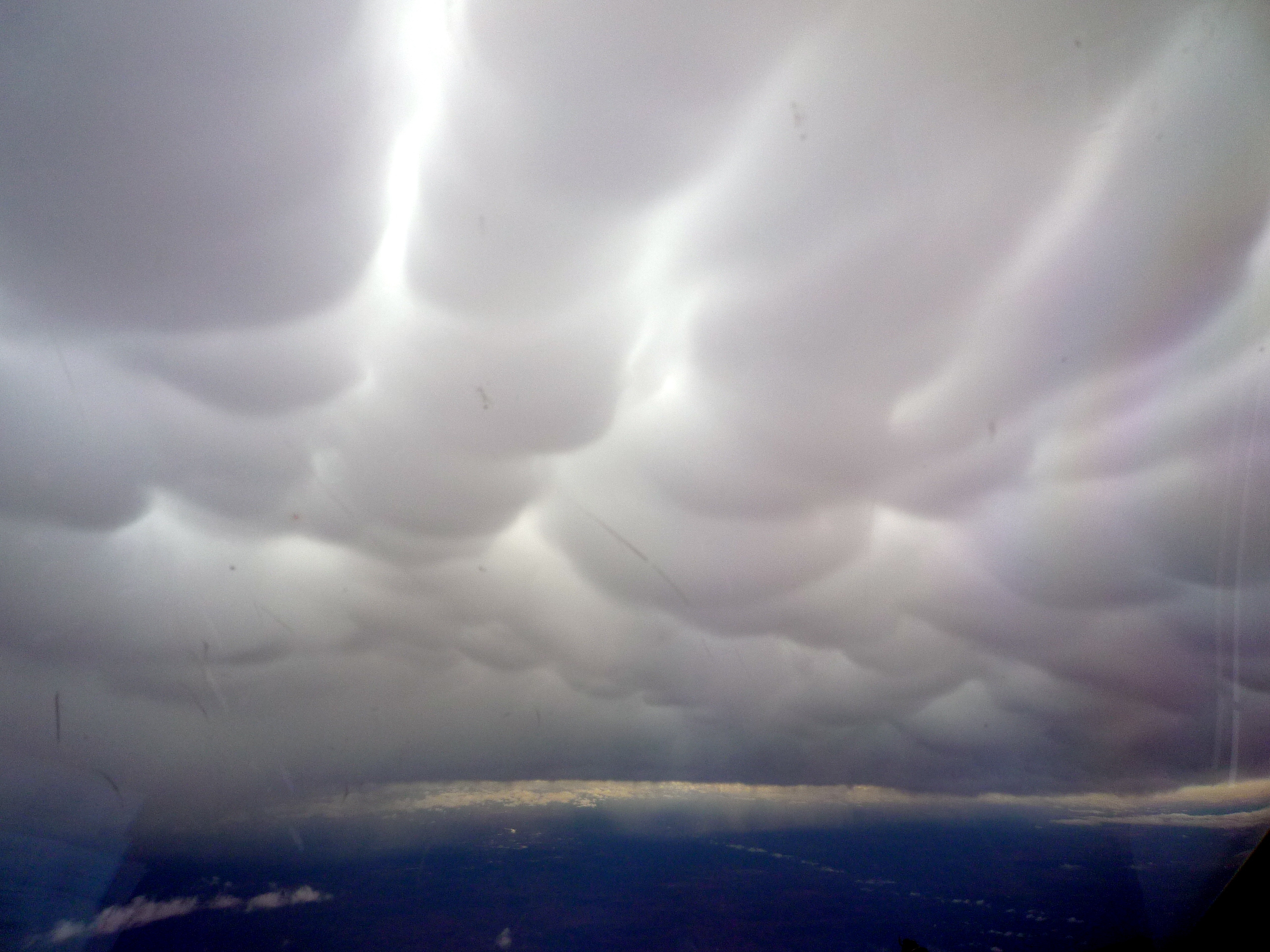
Nuvens mammatus sobre a Austrália em 2008

Na Terra, os fenômenos meteorológicos mais comuns incluem o vento, as nuvens, a chuva, a neve, o nevoeiro e as tempestades de areia. Eventos meteorológicos menos comuns incluem desastres naturais, como tornados, ciclones tropicais e tempestades de gelo. Praticamente todos os fenômenos meteorológicos cotidianos ocorrem na troposfera, a parte mais baixa da atmosfera terrestre. Manifestações meteorológicas podem ocorrer na estratosfera, a camada da atmosfera terrestre logo acima da troposfera, e tais eventos podem modificar os fenômenos ocorridos na troposfera, mas os mecanismos físicos envolvidos praticamente não são compreendidos atualmente.
Os fenômenos meteorológicos ocorrem devido às diferenças de temperatura, pressão atmosférica e umidade do ar entre uma massa de ar e outra. Estas diferenças podem ocorrer devido ao ângulo de incidência da radiação solar, que varia conforme a latitude e tem como consequência a diferença da quantidade de insolação por unidade de área na superfície. Em outras palavras, quanto mais longe a localidade estiver da linha do Equador, menos insolação a localidade irá receber, pois o ângulo de incidência da radiação solar deixará de ser perpendicular à superfície e tenderá a decrescer conforme se avança em direção aos polos. O intenso contraste entre a temperatura nas regiões trópicas para as regiões polares causa a formação das correntes de jatos nas regiões de latitude média. Boa parte dos fenômenos meteorológicos ocorridos nestas regiões do planeta é devida à instabilidades das correntes de jatos, que podem levar à formação de eventos meteorológicos como os ciclones extratropicais (devido à processos baroclínicos). Os fenômenos meteorológicos ocorridos nas regiões trópicas, como as monções ou tempestades organizadas, como os ciclones tropicais, são causadas por diferentes processos.
Devido ao eixo da Terra estar inclinado em relação ao plano orbital, a luz solar incide em diferentes ângulos conforme o progresso do ano. Em junho no hemisfério norte, o eixo de rotação da terra está inclinada em direção ao Sol, e o ângulo de incidência da radiação solar está mais perpendicular, além da duração do dia estar mais prolongada. Com isso, o hemisfério norte, em junho, tende a receber mais calor proveniente do Sol do que o hemisfério sul, distinguindo o período do ano conhecido como verão. Em dezembro, o processo se inverte e o hemisfério norte recebe menos radiação solar, distinguindo esta época do ano como o inverno. O verão e o inverno são duas das quatro estações; os períodos intermediários são conhecidos como outono e primavera. Por milênios, as mudanças nos parâmetros orbitais da Terra afetam a quantidade e a distribuição de radiação solar recebida pela Terra e influenciam o clima em um longo prazo. Tais mudanças no clima podem ser periódicas, como os ciclos de Milankovitch.
As mudanças na quantidade e distribuição na radiação solar podem ser causadas pela própria influência do tempo meteorológico, como a formação de zonas de gradiente de temperatura e de umidade do ar, e a consequente formação de nuvens e de precipitação. Altitudes altas são mais frias do que altitudes baixas, o que é explicado pelo gradiente adiabático, ou seja, quanto menor a densidade da atmosfera, menor a temperatura ambiente. Em escalas locais, as diferenças de temperatura podem ocorrer devido às diferenças de superfície, como os oceanos, florestas, geleiras ou paisagens modificadas artificialmente. Tais superfícies têm diferentes características físicas, como a refletividade, aspereza ou umidade.
As diferenças de temperatura na superfície causam diferenças na pressão atmosférica. Uma superfície quente aquece o ar logo acima, e essa massa de ar aquecida expande-se, diminuindo a pressão atmosférica e sua densidade. O gradiente barométrico horizontal resultante acelera o ar de zonas de alta pressão para zonas de baixa pressão, criando o vento, e a rotação da Terra causa então a curvatura das correntes de vento por meio da força de Coriolis. Os sistemas meteorológicos simples assim formados podem exibir comportamento emergente para produzir sistemas mais complexos e assim  produzir outros fenômenos meteorológicos. Exemplos de grande escala incluem a célula de Hadley, e um exemplo de escala menor inclui a brisa litorânea.
A atmosfera é um sistema caótico, e, portanto, pequenas alterações no sistema podem ter grandes consequências do sistema como um todo. Isso dificulta a previsão do tempo de forma mais apurada para um período maior do que alguns dias no futuro, embora os meteorologistas estejam continuamente trabalhando para estender este limite por meio do estudo científico da meteorologia. É teoricamente impossível fazer previsões cotidianas úteis para um período maior do que duas semanas, impondo um limite superior para a capacidade da realização de previsões do tempo.
A teoria do caos diz que a menor variação de um sistema no ponto de partida pode crescer e evoluir, afetando o sistema como um todo após um período de tempo. Esta ideia é às vezes chamada de efeito borboleta, derivada da ideia de que o bater de asas de uma borboleta pode produzir grandes mudanças no estado da atmosfera. Devido à sensibilidade das pequenas mudanças, nunca é possível realizar previsões perfeitas do tempo.

## Efeitos

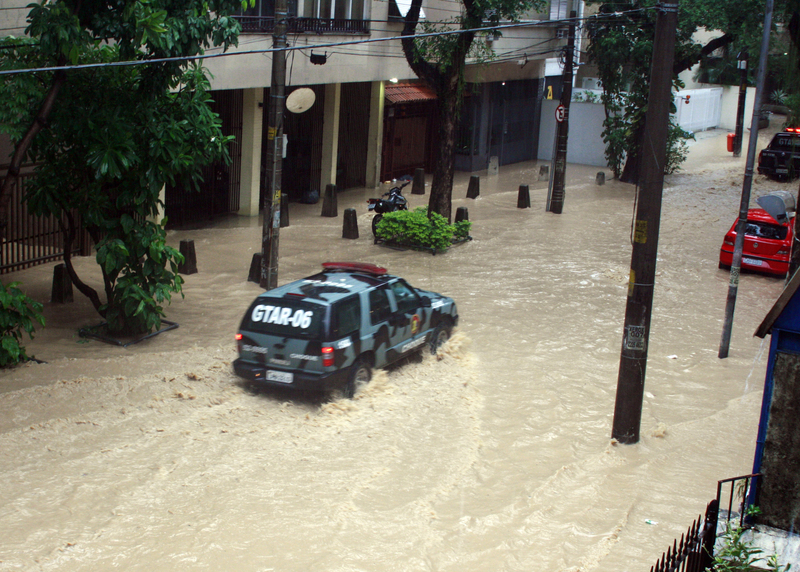
Enchentes no Rio de Janeiro em abril de 2010. Grandes volumes de chuva podem afetar milhões de pessoas em um curto espaço de tempo.

O tempo tem sido de grande interferência, e às vezes direta, na história da humanidade. Ao lado de mudanças climáticas que têm causado o deslocamento gradual de massas populacionais, como a desertificação do Oriente Médio, e a formação de pontes terrestres durante o período glacial, episódios de tempo severo têm causado a migração, em escala menor, de massas populacionais, e com isso, ficaram registrados permanentemente na história da meteorologia e da população afetada. Um desses eventos meteorológicos extremos foi o impedimento do avanço das frotas mongóis, lideradas por Kublai Khan, pelos ventos "Kamikaze" em 1281. A intenção de possessão da Flórida pela França veio a um fim em 1565 quando um furacão destruiu a frota naval francesa, permitindo assim que a Espanha conquistasse Fort Caroline. Mais recentemente, o furacão Katrina, em 2005, causou a saída permanente de mais de um milhão de pessoas da costa do Golfo dos Estados Unidos, tornando-se a maior diáspora da história americana.
A Pequena Idade do Gelo levou a quebra na colheita e levou a grandes ondas de fome na Europa. Na Finlândia, a fome de 1696-97 matou cerca de um terço da população.
Embora o tempo afete as pessoas de maneiras drásticas, também pode afetar de maneiras mais simples. O corpo humano é afetado negativamente por extremos na temperatura, umidade e vento.
Também, há interferência do tempo em outros seres vivos. Como por exemplo na população de insetos: identificou-se que a flutuação populacional da comunidade de besouros é regida predominantemente pelas variáveis temporais da região em que se encontram e que a sua presença é estacional e condicionada por parâmetros meteorológicos, principalmente insolação e umidade relativa do ar.

## Previsão do tempo

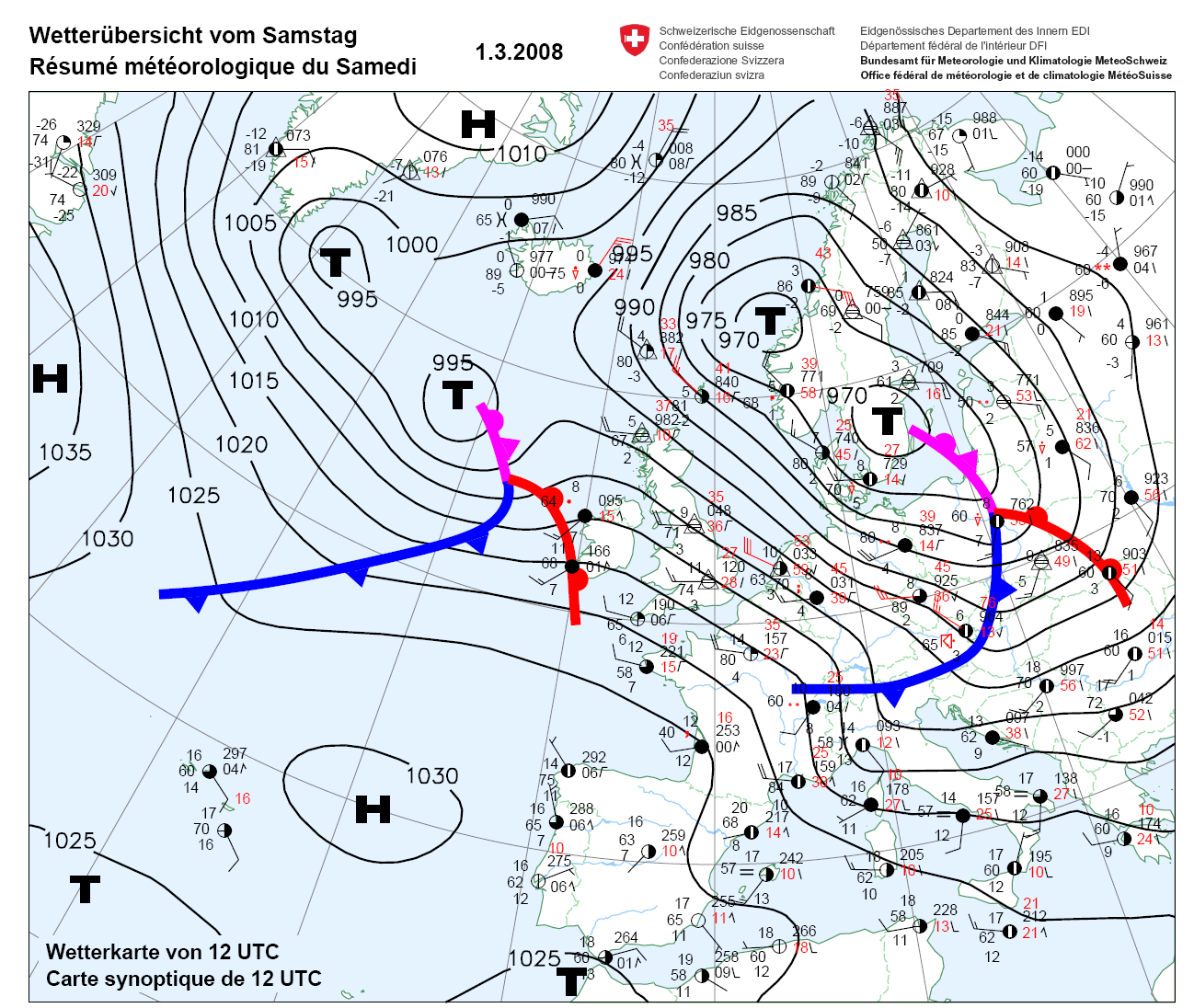
Mapa meteorológico da Europa, mostrando o progresso barométrico da tempestade de vento "Emma", em 3 de março de 2008

A previsão do tempo é uma das aplicações da meteorologia para prever o estado da atmosfera em um tempo futuro e em um determinado local. A humanidade tem tentado prever o tempo por milênios, mas a meteorologia começou a ser empregada para as previsões do tempo a partir do século XIX. As previsões meteorológicas são feitas através da coleta de dados sobre o estado atual da atmosfera terrestre, e com a compreensão científica dos processos atmosféricos para projetar como o tempo irá evoluir.
A plataforma principal para a previsão numérica do tempo é a análise da pressão atmosférica e as causas de sua mudança, além de seus desdobramentos. Para isso, foram criados modelos meteorológicos capazes de acompanhar o movimento das massas de ar com diferentes pressões atmosféricas, as suas relações (gradientes de pressão), além de associar a temperatura e a umidade do ar. Tais modelos meteorológicos são capazes de determinar o comportamento da atmosfera para um curto período de tempo no futuro. No entanto, não é possível, com a atual tecnologia, prever todos os desdobramentos da atmosfera; a atmosfera apresenta um comportamento caótico, isto é, um pequeno fator, que pode ser menor do que a margem de erro dos dados numéricos, pode desencadear eventos imprevisíveis. Para minimizar tais erros, é necessário uma massiva coleta de dados numéricos, e as suas interconexões são processadas por supercomputadores. Entretanto, a dinâmica da atmosfera ainda não é totalmente compreendida, e a previsão torna-se cada vez mais imprecisa conforme se aumenta o período de tempo no futuro; os modelos meteorológicos atuais são capazes de prever certos eventos apenas em um período de quinze dias no futuro, e os modelos climáticos não podem prever eventos que poderão vir a ocorrer a mais de oito meses no futuro. Para amenizar os erros, vários modelos meteorológicos são usados em conjunto, estabelecendo-se um consenso entre estes modelos.
Há uma grande variedade de finalidades para a previsão do tempo. Os avisos de tempo severo são importantes para preservar a vida humana e a economia. As previsões baseadas na temperatura e precipitação são importantes na agricultura. A previsão da temperatura também é importante na previsão, por exemplo, da demanda da energia elétrica ou de água para os dias vindouros. O cotidiano das pessoas pode ser alterado conforme a previsão do tempo. As atividades ao ar livre, como a construção civil, também são influenciadas pela previsão do tempo.

## Modificação do tempo

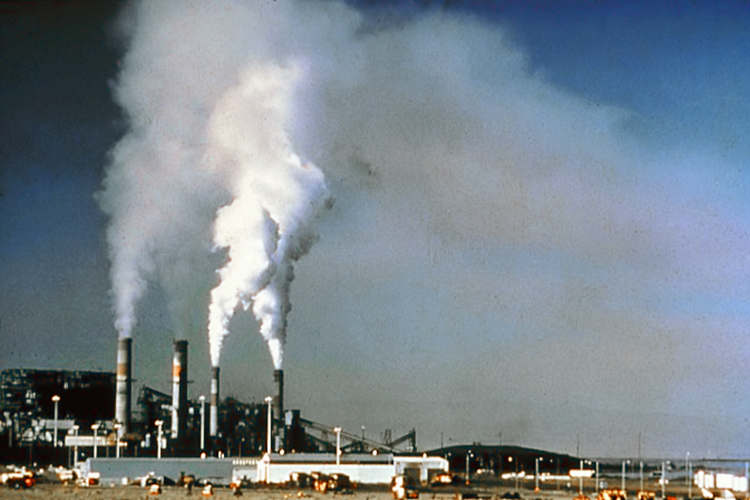
A poluição do ar pode causar modificações indesejadas no tempo, como a formação da chuva ácida

A aspiração da manipulação do tempo é evidente em toda a história humana: desde os rituais antigos para trazer chuva às plantações, até a intervenção das Forças Armadas dos Estados Unidos, batizada de Operação Popeye, uma tentativa de corromper a linha de suprimentos militares por meio da tentativa da intensificação e alongamento da estação monçonal no Vietnã do Norte. As tentativas de maior sucesso na manipulação do tempo envolveram a semeadura de nuvens; incluem técnicas de dispersão de nevoeiros e stratus baixos realizadas pelos maiores aeroportos. Também podem incluir a tentativa da indução de uma maior precipitação de neve sobre as montanhas, além de técnicas para evitar o granizo. Um exemplo recente de controle do tempo ocorreu durante as Jogos Olímpicos de Verão de 2008. A China disparou 1 104 foguetes dispersores de chuva de 21 localidades de Pequim, em uma tentativa de afastar qualquer área de chuva do local da Cerimônia de Abertura dos Jogos Olímpicos em 8 de agosto.
Embora haja evidências inconclusivas sobre a eficácia destas técnicas, há extensas evidências de que a atividade humana, como a agricultura e a indústria, resulta na modificação inadvertida do tempo:
- A chuva ácida, causada pela emissão de dióxido de enxofre e óxidos de nitrogênio na atmosfera, causa efeitos adversos em lagos de água doce, na vegetação e nas construções;
- Poluentes antropogênicos reduzem a qualidade do ar e a visibilidade.

As mudanças climáticas causadas pelas atividades humanas que emitem gases do efeito estufa podem afetar a frequência de eventos meteorológicos extremos, como secas, temperaturas extremas, enchentes, fortes ventos e tempestades severas.
Os efeitos da modificação inadvertida do tempo podem causar ameaças sérias a muitos aspectos da civilização, incluindo ecossistemas, recursos naturais, produção agrícola, desenvolvimento econômico e saúde humana.

## Extremos

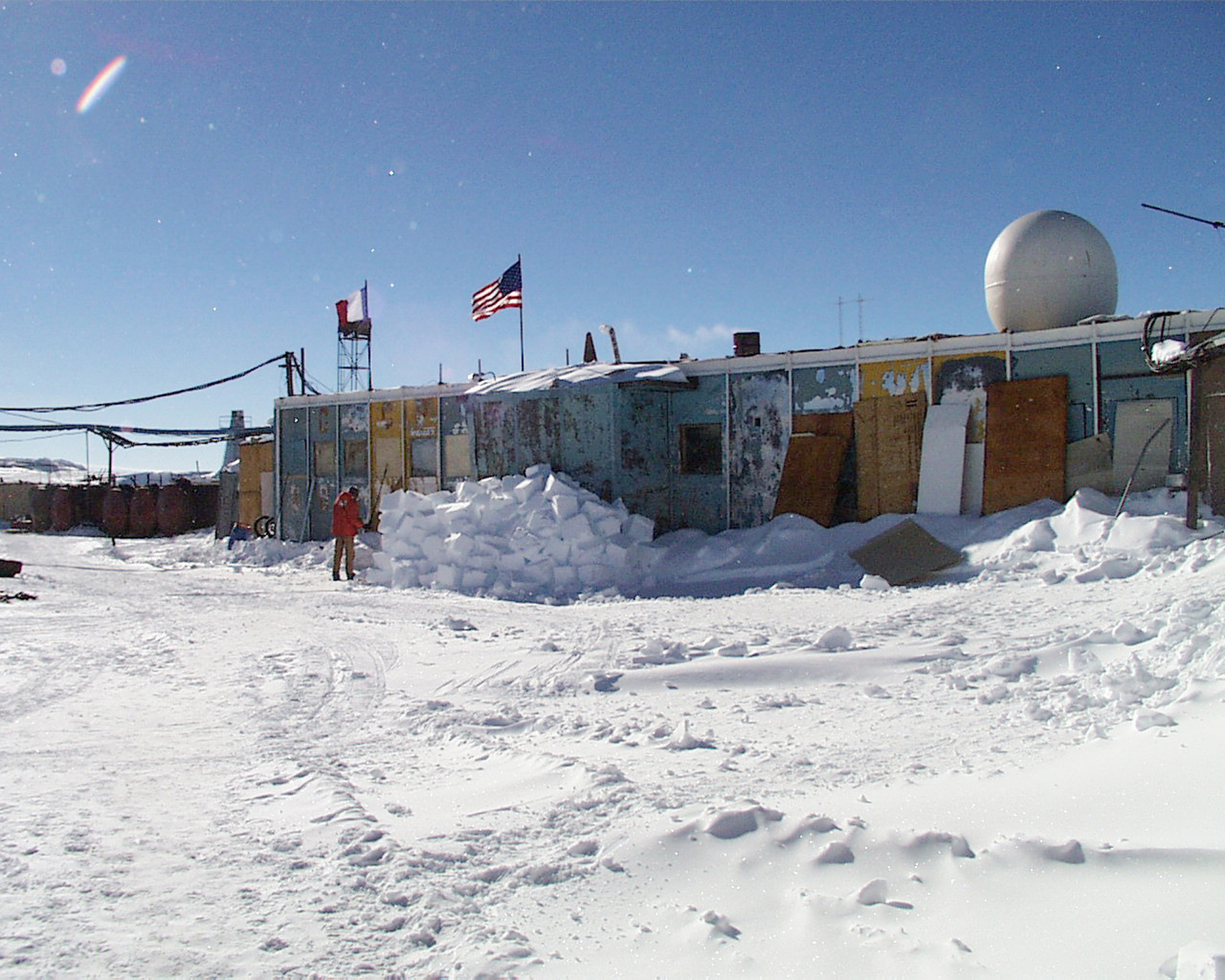
A Estação Vostok, no interior da Antártida. No inverno de 1983, a temperatura aos arredores da estação caiu para -89,2 °C

Na Terra, a temperatura varia normalmente entre -40 °C a 40 °C anualmente. A variedade de climas e latitudes no planeta pode oferecer extremos de temperatura que se situam fora da variação normal da temperatura. A temperatura do ar mais baixa já registrada na Terra é de -89,2 °C na Estação Vostok, Antártida, em 21 de julho de 1983. A temperatura mais alta do ar já registrada é de 57,7 °C em Al 'Aziziyah, Líbia, em 13 de setembro de 1922. A maior média anual de temperatura é de 34,4 °C em Dallol, Etiópia. A menor média anual de temperatura é de -55,1 °C, também na Estação Vostok, Antártida.  Mas a menor média anual de temperatura em uma localidade permanentemente habitada é de -19,7 °C em Eureka, Canadá.

## O tempo fora da Terra

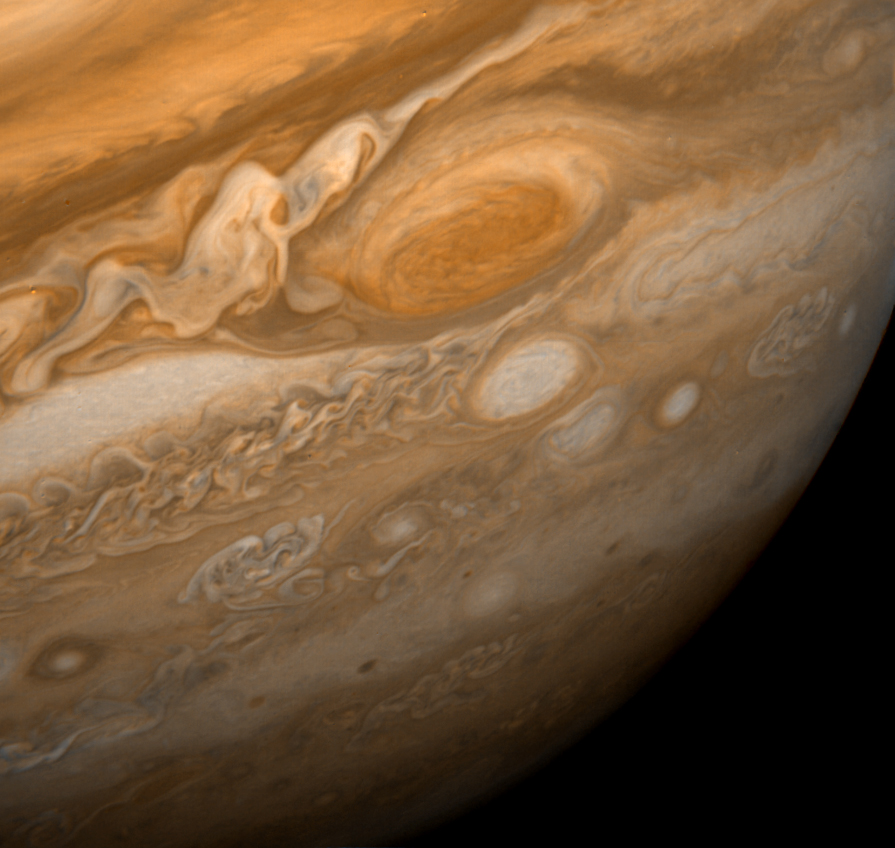
A Grande Mancha Vermelha de Júpiter

O estudo de como o tempo ocorre em outros planetas tem sido visto como útil no entendimento de como o tempo ocorre na Terra. O tempo em outros planetas segue muitos dos mesmos princípios físicos do tempo na Terra, mas ocorre em diferentes escalas e em atmosferas de diferentes composições. A missão Cassini-Huygens para Titã descobriu nuvens formadas de metano ou etano que se precipitam em metano líquido ou em outros compostos orgânicos. A atmosfera terrestre inclui seis zonas de circulação latitudinais, três em cada hemisfério. Em contraste, Júpiter parece possuir muitas de tais zonas de circulação, claramente visíveis devido às diferenças latitudinais de coloração da atmosfera. Titã tem apenas uma corrente de jato, situada aos arredores do paralelo 50°N do satélite, enquanto que Vênus tem apenas uma única corrente de jato perto do seu equador.
Uma das mais famosas manifestações meteorológicas fora da Terra é a Grande Mancha Vermelha de Júpiter, que se trata de um imenso anticiclone que tem a sua existência comprovada por mais de 300 anos. Em outros planetas gasosos, a ausência de superfícies sólidas permite que o vento alcance enormes velocidades: rajadas de mais de 600 metros por segundo (cerca de 2 100 km/h) foram medidas em Netuno. Isto criou um quebra-cabeças para os cientistas planetares. O tempo é basicamente criado pela energia solar, e Netuno recebe apenas cerca de 1/900 da energia recebida pela Terra, mesmo assim a intensidade do fenômeno meteorológico em Netuno é muito maior do que o observado na Terra. Os ventos mais fortes já registrados fora da Terra foram observados no planeta extrassolar HD 189733 b, que se estima que tenha ventos que se movem a mais de 9 600 km/h.

## O tempo no espaço

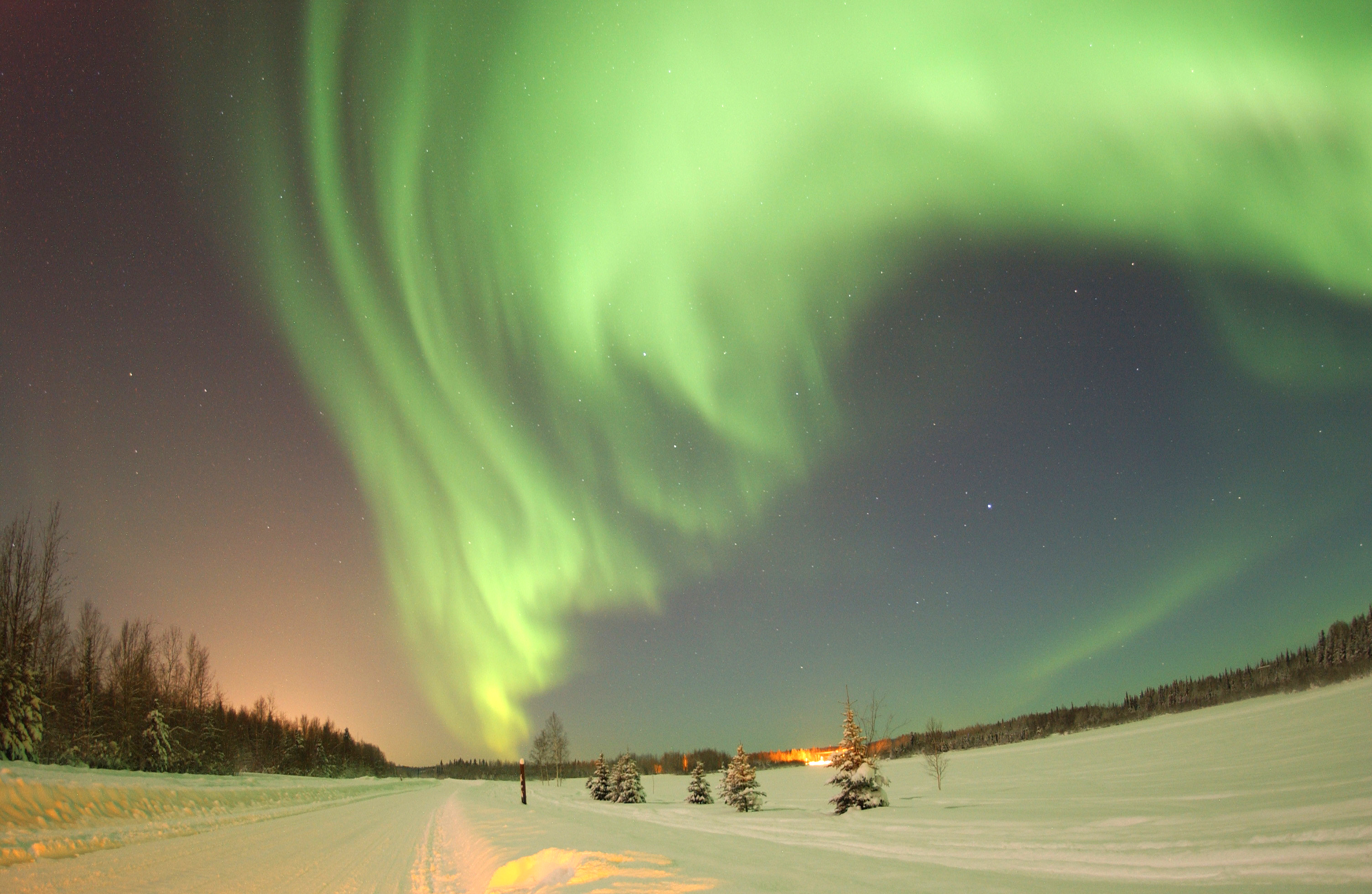
Aurora boreal

O tempo não está limitado aos limites planetários. A coroa solar está constantemente perdida para o espaço, criando o que é essencialmente uma atmosfera muito tênua em todo o Sistema Solar. O movimento da massa ejetada pelo Sol é conhecido como vento solar. Inconsistências desses ventos e grandes eventos na superfície solar, como a ejeção de massa coronal, formam sistemas que têm características análogas aos sistemas meteorológicos convencionais (como o vento e pressão atmosférica) e é conhecido geralmente como tempo espacial. Ejeções de massa coronal foram detectados tão longe do Sol quanto Saturno. A atividade desses sistemas meteorológicos espaciais pode afetar atmosferas planetárias e ocasionalmente as superfícies. A interação do vento solar como a atmosfera terrestre pode produzir espetaculares auroras polares, entretanto pode danificar sistemas elétricos sensíveis como linhas de transmissão e sinais de rádio.